# Jewgienij Pietrow (pisarz)
Jewgienij Pietrowicz Pietrow (ros. Евгений Петрович Петров, właśc. Jewgienij Pietrowicz Katajew, ros. Евгений Петрович Катаев; ur. 30 listopada?/13 grudnia 1903 w Odessie, zm. 2 lipca 1942, zestrzelony nad obwodem rostowskim) – radziecki pisarz i publicysta. Brat Walentina Katajewa.

## Życiorys
Pochodził z odeskiej rodziny nauczycielskiej. W 1920 roku ukończył gimnazjum i rozpoczął pracę w Ukraińskiej Agencji Telegraficznej. Następnie był inspektorem Wydziału Kryminalnego. W 1923 roku przeniósł się do Moskwy, gdzie współpracował najpierw z czasopismem Czerwona papryka a potem Syrena. W tym ostatnim poznał swojego przyszłego wieloletniego przyjaciela i współautora jego powieści – Ilję Ilfa. W 1927 roku rozpoczynają pracę nad swoją najsłynniejszą powieścią – Dwanaście krzeseł. Stworzyli w niej postać Ostapa Bendera, „Wielkiego kombinatora”, która weszła do kanonu literatury jako symbol sprytu i życiowego cwaniactwa. Twórczy tandem wkrótce opublikował kolejne utwory:
- nowelę Niezwykłe historie z życia miasta Kołokołamska (Необыкновенные истории из жизни города Колоколамска, 1928)
- nowelę 1001 dzień, czyli nowa Szecherezada (1001 день, или Новая Шахерезада, 1929)
- powieść Złote cielę (Золотой телёнок, 1931)
- opowiadanie Parterowa Ameryka (Одноэтажная Америка, 1937).

W latach 1932–1937 Pietrow i Ilf pisali również razem felietony do gazety Prawda. Współpracę przerwała śmierć Ilfa, który zmarł w Moskwie 13 kwietnia 1937.
W latach 1939–1942 Pietrow pracował nad futurystyczną powieścią Podróż do kraju komunizmu, w którym przedstawiał Rosję Radziecką w 1963 roku. Po wybuchu wojny w 1941 roku trafił na front jako korespondent wojenny. Zginął 2 lipca 1942 roku nad terytorium obwodu rostowskiego, gdy samolot, którym wracał z Sewastopola, został strącony przez niemiecki myśliwiec.